# Latitudes médias
As latitudes médias compreendem as áreas da Terra que estão situadas entre os trópicos e as regiões polares, tendo de 30° a 60° a norte ou a sul da Linha do Equador. 
São importantes na área da meteorologia, já que o clima dessas latitudes normalmente é distinto do clima dos trópicos e dos polos. Sistemas frontais e Ciclones extratropicais geralmente são encontrados nestas áreas, bem como ciclones tropicais que tenham migrado de suas áreas de formação próximas ao equador.